# Волфганг Райтерман
Волфганг Райтерман (на немски: Wolfgang Reitherman) е германско-американски аниматор, режисьор и продуцент, един от Деветимата старци от основните аниматори на Уолт Дисни Анимейшън Студиос. Райтерман се явява ключова фигура в студиото през 60-те и 70-те години, преходен период, в който настъпва смъртта на Уолт Дисни, началото на „Бронзовата ера“ на студиото, като Райтерман е режисьор и/или продуцент на осем последователни пълнометражни анимационни филма на Дисни от Сто и един далматинци (1961) до Лисицата и хрътката (1981).

## Кариера
По време на следването му в Чунард Арт Институт картините на Райтерман привличат вниманието на учителя по рисуване Филип Л. Дайк. Впечатлен от неговите творби, Дайк ги показва на Дисни, който поканва Райтерман в студиото си. Първоначално Райтерман иска да работи като акварелист, но Уолт Дисни му предлага позицията на аниматор. На 21 май 1933 г. Волфганг Райтерман е нает в Уолт Дисни Прадакшънс и първата му задача е да работи по късометражния анимационен филм Funny Little Bunnies, част от поредицата Silly Symphony. Той работи по редица късометражни филми на Дисни, включително The Band Concert, Music Land и Elmer Elephant. Райтерман анимира роба в магическото огледало в първия пълнометражен анимационен филм на Дисни Снежанка и седемте джуджета (1937). Следващите му проекти са анимирането на Монстро в Пинокио (1940), кулминационната битка на динозаври в сегмента Пролетно тайнство от филма Фантазия (1940) и няколко сцени на Тимъти Маус в Дъмбо (1941).
През 1942 г. Райтерман напуска Уолт Дисни Прадакшънс, за да служи във военновъздушните сили на Съединените щати по време на Втората световна война, като получава отличителния летящ кръст след службата си в Африка, Китай, Индия и южната част на Тихия океан. Задължителната му военна служба приключва през февруари 1946 г., с чин майор. Райтерман се завръща в редиците на студиото през април 1947 г., като започва анимирането на различни сцени във филма Приключенията на Икабод и мистър Тоуд (1949).
По същото време сътрудничи на Уолт Дисни в производството на Пепеляшка (1950). След като разглежда груби сторибордове на филма, Райтерман си спомня: "Веднага влязох в кабинета му, което рядко правех, и казах: "Боже, изглежда страхотно. Трябва да го направим [филма]".. В Пепеляшка той анимира сцените, в които Жак и Гюс усилено носят ключа нагоре по стълбите към Пепеляшка. В Алиса в Страната на чудесата (1951) работи по сцената, в която домът на Белия заек е разрушен от уголемената Алиса. В Питър Пан (1953) анимира сцената с капитан Хук, който се опитва да избяга от крокодила.. Във филма Лейди и Скитника (1955) Райтерман работи по сцените на борбата с кучетата на алеята и битката на Скитника с плъха в детската стая.
В края на 50-те години Райтерман работи като режисьор на сцените на битката на принц Филип срещу Злодеида във филма Спящата красавица (1959) и ръководи сцени във филма Сто и един далматинци (1961). Започвайки работа по Мечът в камъка (1963), той става първият режисьор, който сам режисира пълнометражен анимационен филм на Дисни, което е в пряк контраст с наличието на няколко режисьора на анимационен филм до този момент. Аниматорът Уорд Кимбъл твърди, че това е така благодарение на работата на Райтерман и готовността му да приеме всеки проект „с усмивка“, докато аниматорът Боб Карлсън казва, че Дисни се доверявал на решенията на Райтерман, преди да се захване с нов проект. Волфганг Райтерман режисира филмите Книга за джунглата (1967), Аристокотките (1970), Робин Худ (1973) и Спасителите (1977). Освен това той режисира няколко късометражни анимационни филма като Голиат II (1960) и първите два късометражни, част от поредицата Мечо Пух, Мечо Пух и меденото дърво (1966) и Мечо Пух и бурният ден (1968), които печелят Оскар за най-добър късометражен анимационен филм.
Докато режисира Книга за джунглата, Райтърман следва процедурата за поддържане на ниски производствени разходи, като си спомня, че Дисни го съветва да "намали разходите, защото [пълнометражните филми] ще излязат от бизнеса. Така че с този съвет и с начина, по който се насочва Книга за джунглата към забавлението и развитието на героите, а не към сложни истории, които се нуждаят от много производствени средства, той [Уолт Дисни] определи курса за десет години след смъртта си". По време на работата си като режисьор той често използва „рециклирана“ или ограничена анимация от предишни работи, вероятно защото това е по-безопасен метод за качествен продукт, макар че всъщност е по-трудоемък, а не по-евтин. Използването на рециклирана анимация от страна на Райтерман се оказа противоречиво в студиото, тъй като аниматорът Милт Кал се оплаква от метода, заявявайки: „Отвращавам се от това – просто ми разбива сърцето, когато видя анимация от Снежанка, използвана в Спасителите. Това ме убива и просто ме смущава до сълзи“. Трябва да се обърне внимание, че това е подобно, но не е същият процес като ротоскопирането.
След Спасителите е планирано да режисира Лисицата и хрътката (1981), но след творчески конфликти със ко-режисьора Арт Стивънс, той е свален от проекта. По-късно Райтерман работи по няколко неразработени анимационни проекта като Catfish Bend, базиран на поредицата от книги на Бен Люсиен Бърман, и Musicana, последващ проект към Фантазия, които той съвместно разработва с художника Мел Шоу. През 1980 г. той разработва адаптация на детския роман Малката метла от Мери Стюарт, но работата е прекратена поради желанието на студиото за амбициозни филми като Черният казан (1985). През следващата година той се пенсионира.

## Личен живот
Роден в Мюнхен, Германска империя, семейството на Райтерман се премества в Америка, когато той е дете. След като посещава Пасадена Джуниър Колидж и за кратко работи като чертожник на Дъглас Еъркрафт, Райтерман се връща към образованието си, започвайки за учи в Чунард Арт Институт, който завършва през 1933 г.
След уволнението му от военновъздушните сили той се жени за Джени Мари Макмилан през ноември 1946 г. И тримата синове на Райтерман – Брус, Ричард и Робърт, озвучават герои на Дисни като Маугли в Книга за джунглата, Кристофър Робин в Мечо Пух и меденото дърво и Артур в Мечът в камъка.
На 22 май 1985 г. Райтерман умира при автомобилна катастрофа близо до дома си в Бърбанк, Калифорния, на 75-годишна възраст. Посмъртно е обявен за легенда на Дисни през 1989 г.

## Филмография
| Година | Заглавие                               | Позиция                                                   |
| ------ | -------------------------------------- | --------------------------------------------------------- |
| 1934   | Funny Little Bunnies                   | Аниматор                                                  |
| 1934   | The Wise Little Hen                    | Аниматор                                                  |
| 1934   | The Goddess of Spring                  | Аниматор                                                  |
| 1934   | Servants' Entrance                     | Аниматор                                                  |
| 1934   | Two-Gun Mickey                         | Аниматор                                                  |
| 1935   | Water Babies                           | Аниматор                                                  |
| 1935   | The Band Concert                       | Аниматор                                                  |
| 1935   | Music Land                             | Аниматор                                                  |
| 1935   | Mickey's Service Station               | Аниматор                                                  |
| 1935   | Cock o' the Walk                       | Аниматор                                                  |
| 1935   | Broken Toys                            | Аниматор                                                  |
| 1935   | Mickey's Fire Brigade                  | Аниматор                                                  |
| 1936   | Elmer Elephant                         | Аниматор                                                  |
| 1936   | Moving Day                             | Аниматор                                                  |
| 1937   | Снежанка и седемте джуджета            | Аниматор                                                  |
| 1937   | Clock Cleaners                         | Аниматор                                                  |
| 1937   | Hawaiian Holiday                       | Аниматор                                                  |
| 1937   | The Worm Turns                         | Аниматор                                                  |
| 1938   | Donald's Nephews                       | Аниматор                                                  |
| 1938   | Polar Trappers                         | Аниматор                                                  |
| 1939   | Donald's Cousin Gus                    | Аниматор                                                  |
| 1939   | Goofy and Wilbur                       | Аниматор                                                  |
| 1940   | Пинокио                                | Режисьор по анимацията                                    |
| 1940   | Фантазия                               | Ръководител по анимацията за сегмента „Пролетно тайнство“ |
| 1940   | Goofy's Glider                         | Аниматор                                                  |
| 1941   | The Reluctant Dragon                   | Аниматор                                                  |
| 1941   | Дъмбо                                  | Режисьор по анимацията                                    |
| 1941   | The Art of Skiing                      | Аниматор                                                  |
| 1942   | Бамби                                  | Ръководител по анимацията                                 |
| 1942   | Поздрави, приятели                     | Аниматор                                                  |
| 1942   | How to Fish                            | Аниматор                                                  |
| 1942   | The Vanishing Private                  | Аниматор                                                  |
| 1942   | How to Swim                            | Аниматор                                                  |
| 1947   | Fun and Fancy Free                     | Режисьор по анимацията                                    |
| 1949   | Приключенията на Икабод и мистър Тоуд  | Режисьор по анимацията                                    |
| 1949   | Goofy Gymnastics                       | Аниматор                                                  |
| 1949   | Tennis Racquet                         | Аниматор                                                  |
| 1950   | Пепеляшка                              | Режисьор по анимацията                                    |
| 1950   | How to Ride a Horse                    | Аниматор                                                  |
| 1951   | Алиса в Страната на чудесата           | Режисьор по анимацията                                    |
| 1951   | Cold War                               | Аниматор                                                  |
| 1952   | Two Gun Goofy                          | Аниматор                                                  |
| 1953   | Питър Пан                              | Режисьор по анимацията                                    |
| 1953   | Ben and Me                             | Аниматор                                                  |
| 1954   | Grand Canyonscope                      | Аниматор                                                  |
| 1955   | Лейди и Скитника                       | Режисьор по анимацията                                    |
| 1955   | A World is Born                        | Аниматор                                                  |
| 1957   | The Truth About Mother Goose           | Режисьор                                                  |
| 1959   | Спящата красавица                      | Режисьор на сцени                                         |
| 1959   | Donald in Mathmagic Land               | Режисьор на сцени                                         |
| 1960   | Goliath II                             | Режисьор                                                  |
| 1961   | Сто и един далматинци                  | Режисьор                                                  |
| 1961   | Aquamania                              | Режисьор                                                  |
| 1963   | Мечът в камъка                         | Режисьор                                                  |
| 1966   | Winnie the Pooh and the Honey Tree     | Режисьор                                                  |
| 1967   | Книга за джунглата                     | Режисьор                                                  |
| 1968   | Winnie the Pooh and the Blustery Day   | Режисьор                                                  |
| 1970   | Аристокотките                          | Продуцент и режисьор                                      |
| 1973   | Робин Худ                              | Продуцент и режисьор                                      |
| 1974   | Winnie the Pooh and Tigger Too         | Продуцент                                                 |
| 1977   | Многото приключения на Мечо Пух        | Продуцент и режисьор                                      |
| 1977   | Спасителите                            | Продуцент и режисьор                                      |
| 1981   | Лисицата и хрътката                    | Ко-продуцент                                              |
| 1985   | The Walt Disney Comedy and Magic Revue | Режисьор – архивни кадри                                  |